# Herbampulla crassirostris
Herbampulla crassirostris — вид грибів, що належить до монотипового роду  Herbampulla.